# Leucanopsis lomara
Leucanopsis lomara är en fjärilsart som beskrevs av William Schaus 1941. Leucanopsis lomara ingår i släktet Leucanopsis och familjen björnspinnare. Inga underarter finns listade i Catalogue of Life.